# Noel Redding

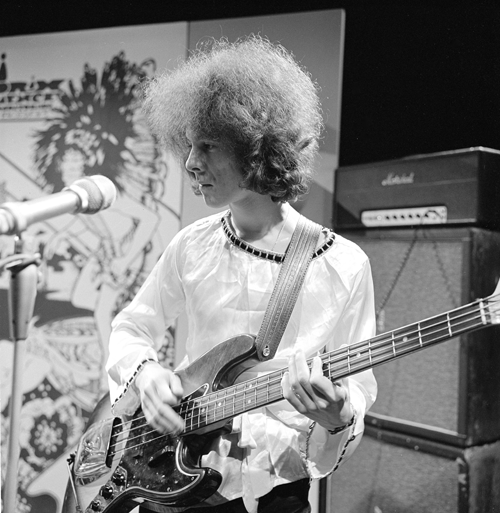
Noel Redding in 1967

Noel Redding (Folkestone, 25 december 1945 - Ardfield (Ierland), 11 mei 2003) was een rock-'n-roll-gitarist, maar is het bekendst als de bassist van The Jimi Hendrix Experience.
Redding werd geboren in Folkestone, Kent, Verenigd Koninkrijk. Hij meldde zich in de zomer van 1966 bij Chas Chandler, omdat hij had gehoord dat er een vacature was voor een gitarist in The Animals. Chandler speelde echter inmiddels geen bas meer bij die groep, hij was manager van Jimi Hendrix geworden, die hij tijdens een Amerikaanse tournee met The Animals had ontmoet. Er werd nog wel gezocht naar een bassist voor de band van Hendrix en Redding besloot op voorstel van Chandler naar de basgitaar te switchen om deel uit te kunnen maken van The Jimi Hendrix Experience. Reddings rol in de band was vrij beperkt, de meeste van zijn composities werden afgewezen en slechts incidenteel mocht hij een nummer solo zingen (bijvoorbeeld Little Miss Strange). In de lente van 1969 verliet Redding de band en formeerde zijn eigen formatie Fat Mattress, waarvan hij sologitarist werd. De band had een bescheiden hit met de single Magic Forest, maar het succes bleef beperkt. Daarna probeerde Redding het nog eens onder de naam The Noel Redding Band. Alhoewel hij daarna nog in verschillende andere bands zat behaalde hij nooit meer de successen als in de tijd met Hendrix.Noel Redding bleef zijn leven lang verbitterd omdat hij vond dat hij te weinig financiële waardering kreeg voor zijn cruciale rol als bassist van de Jimi Hendrix Experience.
Noel Redding overleed op 12 mei 2003 op 57-jarige leeftijd in zijn huis in het Ierse Clonakilty aan de gevolgen van cirrose.
- Biblioteca Nacional de España: XX1084153
- Bibliothèque nationale de France: cb14065855n (data)
- Gemeinsame Normdatei: 129061018
- International Standard Name Identifier: 0000 0001 2095 9479
- Library of Congress Control Number: nr93045370
- MusicBrainz: 32e805d4-d6da-4388-b1ad-60d234ce6122
- Bibliotheek van het Japanse parlement: 00473586
- Nationale Bibliotheek van Tsjechië: jo2003181481
- Nederlandse Thesaurus van Auteursnamen: 079929583
- Système universitaire de documentation: 145745740
- Virtual International Authority File: 37121691
- WorldCat: E39PBJfCDvcWHqcFYPBqQqpByd